# Лејла Салих
Лејла Салих (рођена 1975) је ирачки археолог. Као директорка одељења за антиквитете Ниниве у Државном одбору за антиквитете и наслеђе Ирака, била је одговорна за праћење, спасавање и документовање древне блискоисточне уметности и архитектуре након што их је уништио ИСИС. Позната је по свом открићу једне од Асархадонових палата у Ниниви.

## Живот
Лејла Салих је рођена у Мосулу 1975. године у породици бившег војника. Била је четврта од седам синова и шест кћери.
Дипломирала је археологију на Универзитету у Багдаду. Током рата у Ираку, завршила је мастер студије археологије. Касније је докторирала на Универзитету у Мосулу.
Лаилин најстарији брат, Надхим, погинуо је током прве битке код ал-Фауа 1986. године. Изгубила је брата током вомбардовања од стране  Ал Каиде 2007. 2011 милитанти су убили њену сестру Кавлах, која је радила за ирачку владу. Када је ИСИС заузео Мосул, Лаила и њена породица су се прво евакуисали у Киркук. Једно време је живела у Багдаду, пре него што се преселила у Ербил . Тамо се придружила канцеларији гувернера провинције Ниниве.

## Каријера

### Мосул
Након што је дипломирала, Лаила је добила улогу кустоса у Музеју у Мосулу . Непосредно пре инвазије на Ирак 2003. године, очекујући уништење музејских артефаката, добила је задатак да пренесе збирке у Багдад.
Лејла је радила у музеју у Мосулу до 2009. Након што је ИСИС окупирао регион 2014. године, ИСИС је испразнио већи део музеја и започео кампању уништавања предисламског наслеђа тог подручја. Два асирска ламасу и крилати лав, сваки висок скоро 2 метра, који су били централни делови музеја, су уништени. Деведесет четири драгоцена предмета асирске историје као и хеленска дела су опљачкана или уништена. Лаила и њене колеге су молили ИСИС да не уништавају гробнице и да оставе зграде нетакнуте, али милитанти нису поштедели ни гробнице ни зграде.

### Нимруд
ИСИС је протеран из провинције Нинива у новембру 2016 године. Лаила и њен колега Фејсал Џабер су истраживали и извештавали о уништавању хришћанских места у покрајини. Лаила је потом  добила задатак да испита размере штете нанете споменицима у Нимруду. У то време, она је била једини званичник за антиквитете који је могао да прегледа место догађаја, пошто је скоро 50 других ирачких археолога остало заробљено у Мосулу под контролом ИСИСа. Лаила је проценила да је око 60 посто локалитета непоправљиво, али је такође сматрала да би, пошто је велики део рушевина остао на локацији, много тога могло бити обновљено. Заједнички комитет Унеска и гувернера Ниниве сложили су се да успоставе фонд за обнову Нимруда. Ипак,  споменици и рушевине су остали незаштићени и доступни пљачкашима. Лаила је тражила од ирачких снага да сачувају што је могуће више Нимруда.

### Нинива
2017. године Лаила је почела да документује уништавање споменика у Ниниви. Испод светилишта Наби Јунус, њен тим је открио да је ИСИС ископао тунеле и провалио у до тада непознату палату у потрази за антиквитетима које су хтели да продају. Забринут због структуралног интегритета зидова, ИСИС је оставио то подручје нетакнуто. Лаила је открила клинасти натпис Асархадона, који датира око 672. године пре нове ере. Краљево име се не појављује на натпису, али се појављују фразе које су одвојено идентификоване са њим, и описује његову реконструкцију Вавилона, који је претходно уништио Сенахериб , његов отац. Тим је такође пронашао статуе асирске богиње која прска "воду живота" на своје поклонике. За разлику од раније познатих рељефа на којима су фигуре приказане у профилу, ови су били у фронталној пози. Лаила је такође открила два алабастерска ламасу.
Лаила је известила да је више од стотину предмета грнчарије, које је ИСИС вероватно однео из тунела Наби Јунус, узето назад из једне куће у Мосулу.

## Одабране публикације
- Jeber, Faisal; Salih, Layla. „Damages Initial Assessment for Cultural Heritage in Nineveh Governorate” (PDF). Приступљено 22. 9. 2017.